# Юкар
Юкар (айн. ユーカㇻ, на Сахалине: Туйта) — устные предания, эпосы айнов. Рассказчиком мог быть как мужчина, так и женщина, хотя в XIX и XX веках, когда культура айнов под давлением японцев пришла в упадок, рассказчиками остались в основном женщины.
Традиционные истории описывают плавающие миры (или землю людей, «Ainu Mosir», в противоположность земле богов «Kamui Mosir»), покоящиеся на спине рыбы, движение которой вызывает землетрясения.
Так как в новой истории айны не пользовались письменностью, и вследствие стремительного угасания их культуры и языка в девятнадцатом и двадцатом веках, запись их эпосов представлялась крайне важным делом. В начале двадцатого века, профессор Кёсукэ Киндаити собрал коллекцию юкаров и перевёл их на японский.
В августе 2006 года газета «Асахи симбун» опубликовала статью о том, что японское управление культуры (яп. 文化庁 бункатё:) планирует прекратить материальную поддержку проекта по переводу с языка айнов на японский «Записок Мацу Каннари» (яп. 金成マツノート Каннари Мацу но:то), содержащие 92 юкара, записанные в ромадзи, из которых 49 на тот момент были ещё не переведены (а одна из историй, 10-я, была утеряна). Считается, что данное решение было принято в связи со смертью в мае 2006 года Сигэру Каяно, айна, японского политика и члена парламента, который активно отстаивал права айнов и продвигал идею возрождения языка айнов.
В 1999 году международная группа переводчиков основала проект U-e-peker с целью перевести на английский предания айнов. Благодаря их труду, на английском языке вышли две книги Сигэру Каяно под названиями: The Ainu: A Story of Japan’s Original People (Tuttle Publishing 2004) и The Ainu and the Fox (RIC Publications 2006). Последующие проекты включают сборник юкаров, записанных в «Айнском сборнике сказаний о богах» (яп. アイヌ神謡集 Айну синъё:сю:) (антологии устных преданий айнов), впервые записанных и переведенных на японский Юкиэ Тири (1903—1922), которая была племянницей Мацу Каннари и неоценимой помощницей Киндаити вплоть до своей ранней смерти в возрасте 19 лет.
Также на английском языке доступна единственная книга, содержащая переводы эпической поэзии и песен айнов, Songs of Gods, Songs of Humans: The Epic Tradition of the Ainu, Donald L. Philipp. Автор перевёл 35 эпосов, все из которых были записаны женщинами, в основном одной, Мацу Каннари, известной также под именем Имэкану.
Эпос айнов Kutune Shirka — яркий пример стиля «юкар».